# Paul Landers
 Der er for få eller ingen kildehenvisninger i denne artikel, hvilket er et problem. Du kan hjælpe ved at angive troværdige kilder til de påstande, som fremføres i artiklen.

Paul Heiko Landers (født 9. december 1964 født og opvokset i Berlin, Tyskland, Paul’s højde: 1,73 m) er guitarist, komponist, musiker, lyriker, bassist, bas, pyrotekniker og fyrværker i det tyske metalband, Rammstein og Paul er også medlem af Feeling B, Die Firma, (Die Magdalene Keibel Combo/ Magdalene Keibel Combo), Santa Clan og First Arsch.
Paul H. Landers blev født i Hviderusland, men forældrene flyttede til Berlin da Paul var 3 måneder gammel. Paul blev født i Berlin (ikke Hviderusland som almindeligt antaget/ Brest-Litovsk, Hviderusland). Hans forældre Anton Hiersch (far) og Erika Hiersche (mor) blev skilt da han var barn, og hans biologiske mor og papfar var begge lærere. Paul havde et dårligt forhold til sin papfar, og flyttede allerede hjemmefra som 16-årig. Han blev gift og fik børn som cirka 20-årig. Ved sit ægteskab med Nikki Landers fik han efternavnet Landers – han er siden da blevet skilt. Han blev døbt Heiko Paul Hiersche, men efter sin biologiske fars død tog han faderens fornavn som fornavn, til ære for ham. Hans beskedne højde skyldes, at han blev født for tidligt. Han to børn med ekskone Nikki Landers.
Paul lærte først at spille klaver og violin inden han kastede sig over guitaren. Han blev uddannet bibliotekar som alibi for at bruge tid på at spille guitar.[kilde mangler]
Paul er kendt som drillepinden og den uhøjtidelige kraft i bandet. Han stiller gerne op til interviews, men alle hans udtalelser om bandet skal tages med et gran salt.
Paul taler russisk flydende, men han kan hverken læse eller skrive det. Han har udtalt, at han hader fodbold.[kilde mangler]
Han har udtalt, at han hader bands, der tager det alt for seriøst, bestemt black metal, han kan bedst lige bands der har humor. Han er vild med Metallica, The Sex Pistols og Pantera.[kilde mangler]

## Scenepersonlighed
Her er nogle af de bands som Paul Landers har spillet med i.

### Tidligere bands
- 19?? - ????: Aponeuron
- 19?? - ????: B.R.O.N.X.
- 19?? - ????: Doom Desaster
- 19?? - ????: First Arsch
- 19?? - 19??: Kashmir[4]
- 19?? - ????: Magdalene Keibel Combo
- 19?? - ????: ScHappy
- 19?? - ????: Tacheles
- 19?? - ????: Tschaka lebt
- 198? - ????: Gesichter
- 1983 - 1993: Die Firma
- 1983 - 1994: Feeling B
- 1987 - 1989: Törnen
- 1988 - 1988: New Affaire

### Produktion
- 1988: Die 3 von der Tankstelle - The Best of Die 3 von der Tankstelle
- 1990: Die Art - Fear
- 1993: Die Firma - Kinder der Maschinenrepublik

### Gæsteoptræder / gæstekunstner
- 1993: Bolschewistische Kurkapelle schwarz-rot - Kasakka (guitar)
- 2003: Hanzel und Gretyl - Intermission (vokal)

### Remix
- 2003: Marilyn Manson - mOBSCENE (Sauerkraut Remix)
- 2003: Knorkator - Ich hasse Musik (APUL Remix)
- 2003: Knorkator - Mai khao djai (APUL Remix)

### Solo
- 2015: Soundtracket til Spy Museum Berlin

### Rammstein
Rammstein:
- Herzeleid (1995).
- Sehnsucht (1997).
- Mutter (2001).
- Reise, Reise (2004).
- Rosenrot (2005).
- Liebe ist für alle da (2009).
- Rammstein (2019).[3]
- Zeit 29. April (2022).

#### Schtiel
- Schtiel, (2003), opført på russisk.

#### Marilyn Manson
- The Beautiful People, Rammstein (2017). Marilyn Manson.

#### (Heino) Heinz Georg Kramm
- Sonne, Rammstein (2021) (Heino) Heinz Georg Kramm.

### Interview, citater og tv

#### Film
- 1999: The Debtors
- 2002: xXx

#### Dokumentar
- 2019: Lugau City Lights[2]